# HD 25171
HD 25171 — звезда в созвездии Сетки на расстоянии около 179 световых лет от нас. Вокруг звезды обращается, как минимум, одна планета.

## Характеристики
HD 25171 — типичный карлик главной последовательности, имеющий массу и радиус, равные 1,09 и 1,18 солнечных соответственно. Температура поверхности превышает солнечную: она составляет около 6160 кельвинов. Возраст звезды оценивается в 4 миллиарда лет.

## Планетная система
В 2010 году группой астрономов, работающих в рамках программы HARPS, было объявлено об открытии планеты HD 25171 b в данной системе. Она представляет собой газовый гигант, обращающийся на среднем расстоянии 3,02 а.е. от родительской звезды. Год на ней длится около 1845 суток. Масса планеты составляет 0,95 массы Юпитера. Открытие было совершено методом измерения лучевых скоростей родительской звезды.